# Mrkonjić Grad
Mrkonjić Grad (ranije Varcar Vakuf) je općina u zapadnome dijelu Bosne i Hercegovine, odnosno u jugozapadnome dijelu Republike Srpske. Leži na oko 600 metara nadmorske visine. 

## Zemljopis
Osnovna je odlika općinskoga reljefa naglašena reljefnost, jer najveći dio pripada brdsko-planinskom prostoru. Naime, Mrkonjić Grad je sa svih strana okružen planinama: Lisina, Dimitor, Manjača i Čemernica. Zastupljena je umjereno kontinentalna klima, a prosječna godišnja temperatura iznosi 9 °C.[nedostaje izvor]

## Povijest
Naseljeno u najstarijim ilirskim vremenima. Ovdje na širem području Crne Rijeke obitavalo je pleme Mezeja. Prethodnik današnjeg naselja razvio se u podnožju planina Lisine i Okrugle na cestovnoj vezi između Bihaća i središnje Bosne, između dvaju gradova Jajca i Ključa.
Za Osmanskog Carstva, na mjestu današnjeg Mrkonjić-Grada bilo je selo Gornje Kloke i u njemu čifluk Hadži-Mustafa-age, koji se ranije zvao čifluk Kopjevici. Poslije 1590. na ovom je čifluku udaren temelj novoj kasabi kad je zatraženo od jajačkog kadije da u tu svrhu utvrdi granice ovog čifluka.
Grad je na današnjem mjestu osnovan 1593. kad je sultanov kizlar-aga (tur. kyzlaragasy starješina nad eunusima; upravitelj harema kyz- djevojka), poznat kao Krzlaraga, iz ljubavi prema kraju, osnovao kasabu (arap. qasaba gradić orijentalne fizionomije). Krzlaraga je bio rodom iz srpske porodice Đukanovića i podigao je na Kolobari zadužbinu vakuf (tur. vakif ← arap.: zaustaviti, zadržati: zaklada ili neko dobro što ga tko daje islamskoj vjerskoj zajednici ili humanitarnoj ustanovi). Krzlaraga je izgradio džamiju (Krzlaragina-đžamija), koju su 1992. pripadnici srpske vojske do temelja srušili. Osim džamije, izgradio je 24 prodavaonice, musafirhanu (tur. misafirhane; musafir + perz. hane: kuća u kojoj se putnici besplatno hrane i noće) s 20 dimnjaka, javno kupalište, pekaru, osnovnu vjersku školu i vodovod. Stanovništvo se u grad doselilo iz Majdana, Hoćuna i drevnog naselja Varcarevo. Tako je novi gradić dobio ime Varcar Vakuf.
Kroz svoju je povijest grad promijenio nekoliko imena: Leusaba, Gornje Kloke, Novo Jajce (Jenidži Jajce), Varcar, Varcarev Vakuf pa Varcar Vakuf i Mrkonjić Grad. Za vrijeme zadnjeg rata je bio znan i kao Matijaševo, po mjestu pogibije hrv. generala. Ime Mrkonjić Grad dobio je 1924. ili 1925. za vrijeme kraljevine Jugoslavije, kao spomen na kralja Petra Karađorđevića i njegovo četovanje pod hajdučkim pseudonimom Petar Mrkonjić u ustanku 1875. – 1878. godine, u Crnim Potocima (na granici Bosne i Like).
U (bosanskoj) je Krajini, prije turske invazije stanovništvo bilo hrvatsko, odnosno katoličko. Prije turske invazije nije bilo u njoj pravoslavnog elementa. Da ga je bilo, spominjala bi se koja crkva ili manastir. ... Dio katoličkog stanovništva prešao je na islam, kako bi sačuvao živote i imovinu. Prijelaz na islam bio je najizraženiji koncem XVI. i u XVII. stoljeću, posebno u Pounju oko Bihaća i Cazina. Bilo je i prijelaza na pravoslavlje, osobito u vezi uvođenja reformiranoga kalendara Grgura XIII., godine 1582. Na području Bosanske krajine takva je pojava zabilježena posebno na području između Banje Luke i Mrkonjić Grada.
Dana 12. studenog 1941. donesena je Naredba o promjeni imena upravne općine i kotara Mrkonjić Grad u Varcar Vakuf. Za ovu općinu se veže Prvo zasjedanje Zemaljskog antifašističkog vijeća narodnog oslobođenja Bosne i Hercegovine, koje je održano 25. studenog 1943. I danas postoji kuća-muzej u kojoj je održano zasjedanje. U znak sjećanja na ovaj događaj, 25. studenog se u jednom dijelu BiH obilježava kao Dan državnosti. U Drugom svjetskom ratu počinjeni su mnogobrojni zločini nad stanovništvom svih vjera, a mnogo ljudi je i aktivno učestvovalo u borbama. Neki su proglašeni narodnim herojima: Milja Đukanović, Pavle Džever, Akif Bešlić i dr. Tokom rata partizanske jedinice su grad oslobađale 39 puta, što je jedinstveno u cijeloj bivšoj Jugoslaviji.

### Rat u BiH
Pripadnici srpske vojske su u gradu 1992. godine porušili Krzlar-aginu džamiju (prvi objekt koji je podignut u Vakufu Mustafe-age 1593. godine) i Hamidija džamiju i također zapalili katoličku crkvu.
U mjestu Oborci kod Donjeg Vakufa je 13. rujna 1995. strijeljano 24 Bošnjaka i 4 Hrvata koji su bili zarobljenici srpskih snaga na radnim obavezama. Iako nije dokazano tko je neposredni izvšitelj, poznato je da se zločin dogodio u zoni djelovanja 1. krajiškog korpusa Vojske Republike Srpske.
U operaciji Južni potez, nakon višednevnih teških sukoba, Mrkonjić Grad 10. listopada 1995. dolazi pod kontrolu združenih snaga HV i HVO-a. Vojska Republike Srpske se nakon kratkog otpora povukla prema Banjoj Luci, a civilno stanovništvo je izbjeglo ranije (uglavnom u rujnu iste godine). U borbama je poginuo slavni zapovjednik 4. gardijske brigade Andrija Matijaš Pauk, pa je grad neko vrijeme nosio ime Matijaševo.
Nakon mirovnih pregovora u Daytonu, grad je pripao Republici Srpskoj. Naselje Vlasinje izdvojeno je iz bivše općine Mrkonjić grad i pripojeno Jajcu 1996. godine. Poslije rata u BiH, vratio se dio izbjeglog stanovništva (pretežno Srbi).

## Stanovništvo

### Popisi 1971. – 1991.
| Stanovništvo općine Mrkonjić Grad |                  |                  |                  |
| godina popisa                     | 1991.            | 1981.            | 1971.            |
| Srbi                              | 21.057 (76,86 %) | 23.364 (78,70 %) | 24.990 (82,86 %) |
| Muslimani                         | 3272 (11,94 %)   | 3009 (10,13 %)   | 2734 (9,06 %)    |
| Hrvati                            | 2139 (7,80 %)    | 2290 (7,71 %)    | 2204 (7,30 %)    |
| Jugoslaveni                       | 593 (2,16 %)     | 855 (2,88 %)     | 98 (0,32 %)      |
| ostali i nepoznato                | 334 (1,21 %)     | 166 (0,55 %)     | 133 (0,44 %)     |
| ukupno                            | 27.395           | 29.684           | 30.159           |

#### Mrkonjić Grad (naseljeno mjesto), nacionalni sastav
| Mrkonjić Grad      |                |                |                |
| godina popisa      | 1991.          | 1981.          | 1971.          |
| Srbi               | 5945 (70,58 %) | 4077 (61,75 %) | 2156 (52,72 %) |
| Muslimani          | 1450 (17,21 %) | 1414 (21,41 %) | 1419 (34,70 %) |
| Hrvati             | 354 (4,20 %)   | 427 (6,46 %)   | 406 (9,92 %)   |
| Jugoslaveni        | 470 (5,58 %)   | 618 (9,36 %)   | 62 (1,51 %)    |
| ostali i nepoznato | 203 (2,41 %)   | 66 (0,99 %)    | 46 (1,12 %)    |
| ukupno             | 8422           | 6602           | 4089           |

### Popis 2013.
| Stanovništvo općine Mrkonjić Grad |                  |
| godina popisa                     | 2013.            |
| Srbi                              | 16.050 (96,27 %) |
| Bošnjaci                          | 375 (2,25 %)     |
| Hrvati                            | 159 (0,95 %)     |
| ostali i nepoznato                | 87 (0,52 %)      |
| ukupno                            | 16.671           |

| Mrkonjić Grad – naseljeno mjesto |                |
| godina popisa                    | 2013.          |
| Srbi                             | 7130 (96,73 %) |
| Bošnjaci                         | 115 (1,56 %)   |
| Hrvati                           | 52 (0,71 %)    |
| ostali i nepoznato               | 74 (1,00 %)    |
| ukupno                           | 7371           |

## Naseljena mjesta
Općinu Mrkonjić Grad sačinjavaju sljedeća naseljena mjesta :
Baljvine, 
Bjelajce, 
Brdo, 
Dabrac, 
Donja Pecka, 
Donja Podgorja, 
Donji Baraći, 
Donji Graci, 
Dubica, 
Gerzovo, 
Gornja Pecka, 
Gornja Podgorja, 
Gornji Baraći, 
Gornji Graci, 
Gustovara, 
Jasenovi Potoci, 
Kopljevići, 
Kotor, 
Liskovica, 
Magaljdol, 
Majdan, 
Medna, 
Mlinište, 
Mrkonjić Grad, 
Oćune, 
Okandžije, 
Orahovljani, 
Podbrdo, 
Podorugla, 
Podrašnica, 
Stupari, 
Surjan, 
Šehovci, 
Šibovi, 
Trijebovo, 
Trnovo, 
Ubovića Brdo i 
Vlasinje.
Poslije potpisivanja Daytonskog mirovnog sporazuma, veći dio općine Mrkonjić Grad ušao je u sastav Republike Srpske. U sastav Federacije BIH ušlo je naseljeno mjesto Vlasinje koje je pripalo općini Jajce.

## Poznate osobe
- Borka Rudić, novinarka
- Đuro Stipanović, pisac
- Đuro Kodžo, poznati atletičar
- Zoran Tegeltija, političar
- Zaim Imamović, poznati pjevač sevdalinke
- Alija Resulović, poznati novinar
- Nikolina Cvijić, poliglot
- Kamilo Brössler, hrv. pedagog i socijalni djelatnik

## Sport
- FK Sloboda Mrkonjić Grad
- KK Mladost Mrkonjić Grad
- Džudo Klub Atos[nedostaje izvor]

Od 2007. održava se Gradski turnir – Mrkonjić Grad.

### Članci
- Samardžija, Marko. 2003. Promjene imena hrvatskih naseljenih mjesta od mjeseca travnja do kraja godine 1941. Folia onomastica Croatica. Filozofski fakultet Sveučilišta u Zagrebu. Zagreb.  (12/13): 425–432

## Vanjske poveznice
- Službene stranice općine Mrkonjić Grad  Arhivirana inačica izvorne stranice od 21. rujna 2008. (Wayback Machine) (srp.)